# Volta ao País Basco de 2011
A 51.ª edição da Volta ao País Basco, que se disputou entre 4 e 9 de abril de 2011, esteve dividida em seis etapas: cinco em estrada e a última em contrarrelógio, por um total de 873,5 km.
A prova integrou-se no UCI WorldTour de 2011.
O vencedor final foi Andreas Klöden (que também fez-se com a classificação da regularidade), depois de ser segundo na contrarrelógio final. Acompanharam-lhe no pódio o seu colega de equipa Christopher Horner e Robert Gesink, respectivamente.
Nas outras classificações secundárias impuseram-se Michael Albasini (montanha), Bram Tankink (metas volantes) e Movistar (equipas).

## Equipas participantes
Tomaram parte na corrida 20 equipas: os 18 de categoria UCI ProTour (ao ser obrigada a sua participação); mais 2 equipas espanholas de categoria Profissional Continental mediante convite da organização (Geox-TMC e Caja Rural). Formando assim um pelotão de 158 ciclistas, com 8 corredores a cada equipa (excepto o Omega Pharma-Lotto e Vacansoleil-DCM que saíram com 7), dos que acabaram 131. As equipas participantes foram:
| Equipa                           | Cód. UCI | Categoria                | Chefe de filas                               |
| -------------------------------- | -------- | ------------------------ | -------------------------------------------- |
| Team RadioShack                  | RSH      | UCI ProTour              | Chris Horner Andreas Klöden                  |
| HTC-Highroad                     | THR      | UCI ProTour              | Tony Martin                                  |
| Rabobank Cycling Team            | RAB      | UCI ProTour              | Óscar Freire Robert Gesink Luis León Sánchez |
| BMC Racing Team                  | BMC      | UCI ProTour              | Martin Kohler                                |
| Sky Procycling                   | SKY      | UCI ProTour              | Michael Rogers                               |
| Lampre-ISD                       | LAM      | UCI ProTour              | Damiano Cunego                               |
| Liquigas-Cannondale              | LIQ      | UCI ProTour              | Ivan Basso                                   |
| Omega Pharma-Lotto               | OLO      | UCI ProTour              | Jurgen Van Den Broeck                        |
| Team Garmin-Cervélo              | GRM      | UCI ProTour              | Christian Vande Velde Ryder Hesjedal         |
| Leopard Trek                     | LEIO     | UCI ProTour              | Andy Schleck Fränk Schleck                   |
| AG2R La Mondiale                 | ALM      | UCI ProTour              | Rinaldo Nocentini                            |
| Euskaltel-Euskadi                | EUS      | UCI ProTour              | Samuel Sánchez                               |
| Katusha Team                     | KAT      | UCI ProTour              | Joaquim Rodríguez                            |
| Movistar Team                    | MOV      | UCI ProTour              | David Arroyo Xavier Tondo Beñat Intxausti    |
| Vacansoleil-DCM Pro Cycling Team | VAC      | UCI ProTour              | Matteo Carrara                               |
| Pro Team Astana                  | AST      | UCI ProTour              | Alexandre Vinokourov                         |
| Saxo Bank Sungard                | SBS      | UCI ProTour              | Richie Porte                                 |
| QuickStep Cycling Team           | QST      | UCI ProTour              | Jérôme Pineau                                |
| Geox-TMC                         | FOT      | Profissional Continental | Fabio Duarte                                 |
| Caja Rural                       | CJR      | Profissional Continental | Íñigo Cuesta                                 |

## Etapas

### Etapa 1 - 4 de abril de 2011:Zumárraga-Zumárraga, 149,5 km

#### Resumem
A escapada da jornada esteve composta por três corredores: Mathieu Perget, Ivan Rovny e Bram Tankink. Dito trío chegou a contar com uma margem de cinco minutos sobre o pelotão, mas o aparecimento em cabeça do grupo principal de equipas como o Leopard-Trek dos irmãos Schleck fez que dita vantagem caísse progressivamente até ser atingidos em torno de Gabiria, a penúltima subida do dia.
Na última cota da jornada, o curto e duro trecho da Antiga, Chris Horner atacou e provocou um corte no pelotão. Junto a ele coroaram a ermita Joaquim Rodríguez e Samuel Sánchez, a quem se uniu na descida Andreas Klöden. Depois da curta descida a Zumárraga esses quatro homens disputaram-se a vitória de etapa e o primeiro camisola de líder, que correspondeu a Joaquim Rodríguez depois de se impor num apertado sprint a Samuel Sánchez e os dois ciclistas do RadioShack.
Por trás desse quarteto de cabeça entrou a meta um segundo grupo a 6", no que se encontravam corredores como Ryder Hesjedal, Damiano Cunego, Robert Gesink, Danilo Di Luca e Xavier Tondo, com Beñat Intxausti três segundos por detrás. Mais atrasado, a 18" do vencedor, chegou um terceiro grupo composto de corredores como os irmãos Andy e Frank Schleck, Ivan Basso e Luis León Sánchez. Depois da etapa ficou praticamente descartado para o triunfo final um dos favoritos, Tony Martin, depois de perder quase dez minutos (9'55").

#### Classificações
|   | Ciclista          | Equipa            | Tempo      |
| - | ----------------- | ----------------- | ---------- |
| 1 | Joaquim Rodríguez | Katusha           | 4h 02' 42" |
| 2 | Samuel Sánchez    | Euskaltel-Euskadi | m. t.      |
| 3 | Andreas Klöden    | RadioShack        | m. t.      |
| 4 | Chris Horner      | RadioShack        | + 1"       |
| 5 | Ryder Hesjedal    | Garmin-Cervélo    | + 6"       |

|   | Ciclista          | Equipa            | Tempo      |
| - | ----------------- | ----------------- | ---------- |
| 1 | Joaquim Rodríguez | Katusha           | 4h 02' 42" |
| 2 | Samuel Sánchez    | Euskaltel-Euskadi | m. t.      |
| 3 | Andreas Klöden    | RadioShack        | m. t.      |
| 4 | Chris Horner      | RadioShack        | + 1"       |
| 5 | Ryder Hesjedal    | Garmin-Cervélo    | + 6"       |

### Etapa 2 - 5 de abril de 2011:Zumárraga-Lecumberri, 167 km

#### Resumo
A escapada da jornada esteve composta por quatro homens: Dario Cataldo, Maxim Iglinskiy, Amaël Moinard e Rafael Valls. A fuga, que foi neutralizada a uns 30 quilómetros de meta, serviu a Iglinsky para se converter no novo líder da classificação da montanha.
A aproximação ao último porto da jornada, Azpiroz, esteve dirigida por um Garmin-Cervélo que impôs um elevado ritmo em pelotão. A ascensão esteve protagonizada por diversos ataques que fracturaram o pelotão; entre eles destacaram os movimentos de Fabio Duarte primeiro e de Fränk Schleck e Chris Horner depois. No entanto, nenhum deles conseguiu fazer com uma distância suficiente, pelo que ao passo pela cume (a 3 km de meta) se encontrava em cabeça de corrida um nutrido grupo no que estavam praticamente todos os favoritos a lutar pela geral. Na composição desse grupo destacava a presença de até cinco corredores do Movistar.
Na descida tentou escaparse Alexandr Vinokourov, tomando uns metros de vantagem com respeito ao resto junto a Andy Schleck e Vasil Kiryienka. O ciclista do Movistar Kiryienka, estabelecido em Navarra desde seu pertence à estrutura dirigida por Eusebio Unzué, atacou e marchou-se em solitário a falta de dois quilómetros, quando se acercava já às ruas de Lecumberri. O bielorruso manteve a sua margem e chegou em solitário à linha de meta, com tempo para celebrar a sua vitória.
A dois segundos chegou o grupo de favoritos, encabeçado por um Andreas Klöden que com essa segunda posição e graças ao postómetro se converteu no novo líder da rodada basca, ainda que com o mesmo tempo na general que Joaquim Rodríguez e Samuel Sánchez, segundo e terceiro respectivamente.

#### Classificações
|   | Ciclista             | Equipa            | Tempo      |
| - | -------------------- | ----------------- | ---------- |
| 1 | Vasil Kiryienka      | Movistar          | 4h 06' 39" |
| 2 | Andreas Klöden       | RadioShack        | + 2"       |
| 3 | Andy Schleck         | Leopard-Trek      | m.t.       |
| 4 | Chris Anker Sørensen | Saxo Bank Sungard | m.t.       |
| 5 | Chris Horner         | RadioShack        | m.t.       |

|   | Ciclista          | Equipa            | Tempo      |
| - | ----------------- | ----------------- | ---------- |
| 1 | Andreas Klöden    | RadioShack        | 8h 09' 23" |
| 2 | Joaquim Rodríguez | Katusha           | m.t.       |
| 3 | Samuel Sánchez    | Euskaltel-Euskadi | m.t.       |
| 4 | Chris Horner      | RadioShack        | + 1"       |
| 5 | Ryder Hesjedal    | Garmin-Cervélo    | + 6"       |

### Etapa 3 - 6 de abril de 2011:Villatuerta-Zuya-Murguía, 177 km

#### Resumo
Em decorrência da etapa mais longa e uma das mais planas da rodada basca junto à penúltima (com final em Zalla) retiraram-se vários ciclistas, incluídos Ivan Basso e Danilo Di Luca.
Depois de algumas tentativas prévias formou-se uma fuga composta por sete corredores: Francesco Bellotti, Juanma Gárate, Tony Martin, Egoi Martínez, Amaël Moinard, Przemysław Niemiec e Jérôme Pineau. Dito grupo chegou a ter uma vantagem superior aos dois minutos, mas posteriormente se fragmentou e ficou em cabeça de corrida um trío formado por Bellotti, Pineau e Moinard; este último, na sua segunda etapa como escapado, conseguiu os pontos necessários para passar a liderar a classificação da montanha.
No pelotão puseram-se a trabalhar as equipas dos velocistas, Rabobank para Óscar Freire e Lampre-ISD para Francesco Gavazzi. Na subida a Altube, de segunda categoria e último porto pontuável da jornada, produziram-se no pelotão diversos ataques ao mesmo tempo em que atingiam aos três sobreviventes da fuga. As primeiras tentativas estiveram protagonizados por Sergey Renev, Martin Kohler e Marco Pinotti. No entanto, foi o terceto formado por Tejay van Garderen, Aleksandr Kolobnev e Kevin Seeldraeyers o que conseguiu fazer com uns metros de vantagem e coroar o porto com 9" sobre o pelotão.
Nos 11 quilómetros restantes tinha uma pequena ascensão não pontuável (de 1,4 km) ao Santuário de Ouro e a conseguinte baixada. Na subida ao santuário ficou em solitário Kolobnev, ao que se uniram procedentes do pelotão Fabio Duarte e Ryder Hesjedal. No entanto, todos eles foram atingidos pelo pelotão pouco depois. Na pequena descida Alexandre Vinokourov surpreendeu ao grupo e marchou-se em solitário, ampliando aliás a sua margem à medida que acercava-se ao limite urbano de Murguía. Depois de passar o cartaz do último quilómetro com 12" sobre o pelotão, pôde desfrutar da sua vitória de etapa quando cruzava a linha de meta.
O grupo principal, onde se encontravam todos os favoritos, chegou a 8" encabeçado por Freire. Devido ao postómetro produziu-se uma nova mudança de líder, voltando a fazer-se com a camisola amarela Joaquim Rodríguez, ainda que com o mesmo tempo que Andreas Klöden e Samuel Sánchez, em vésperas da etapa rainha com final em Arrate.

#### Classificações
|   | Ciclista             | Equipa           | Tempo      |
| - | -------------------- | ---------------- | ---------- |
| 1 | Alexandre Vinokourov | Astana           | 4h 20' 38" |
| 2 | Óscar Freire         | Rabobank         | + 8"       |
| 3 | Paul Martens         | Rabobank         | m.t.       |
| 4 | Pim Ligthart         | Vacansoleil-DCM  | m.t.       |
| 5 | Mikael Cherel        | AG2R La Mondiale | m.t.       |

|   | Ciclista          | Equipa            | Tempo       |
| - | ----------------- | ----------------- | ----------- |
| 1 | Joaquim Rodríguez | Katusha           | 12h 30' 09" |
| 2 | Andreas Klöden    | RadioShack        | m.t.        |
| 3 | Samuel Sánchez    | Euskaltel-Euskadi | m.t.        |
| 4 | Chris Horner      | RadioShack        | + 1"        |
| 5 | Ryder Hesjedal    | Garmin-Cervélo    | + 6"        |

### Etapa 4 - 7 de abril de 2011:Amurrio-Eibar(Arrate), 177 km

#### Resumo
Dantes da saída conheceu-se a chegada à corrida de Johan Bruyneel, máximo responsável pelo RadioShack, para seguir a seus corredores nas três últimas etapas, incluídas a etapa rainha desse dia e a contrarrelógio final.
A fuga da jornada esteve integrada por três corredores: Michael Albasini, Maxim Belkov e Julián Sánchez Pimienta. Os escapados chegaram a contar com uma margem máxima de 12'30", mas o trabalho de Katusha e Euskaltel-Euskadi em cabeça do pelotão fez que essa diferença fora baixando progressivamente.
Na primeira subida a Arrate (Ixua) não se produziram grandes movimentos no grupo principal. Um ataque de Amets Txurruka ao que se somaram David Arroyo, Giampaolo Caruso e Tony Martin se fez com uns metros de vantagem, mas o RadioShack tomou o comando do pelotão e os quatro foram neutralizados pouco depois. Dessa forma, um numeroso grupo com os ciclistas da formação estado-unidense ao frente coroou Ixua a três minutos do terceto de fugidos.
No alto de San Miguel pôs-se a atirar do pelotão Euskaltel-Euskadi, e no terreno posterior de aproximação a Arrate por Elgóibar e Eibar tomou-lhe o relevo o Leopard-Trek. Os escapados, com menos de um minuto de vantagem, seriam neutralizados pouco depois, ainda que a aventura serviu a Albasini para acumular os pontos suficientes para situar à frente da classificação da montanha.
Na segunda e última subida a Arrate (Usartza) o primeiro em tentá-lo foi Fabio Duarte, por terceira etapa consecutiva, ainda que de novo sem sucesso. Pouco depois saltaram Fränk Schleck e Xavier Tondo, que cedo se fizeram com uma margem de uns 15". Tondo, o melhor situado na geral dos dois (a 6" do primeiro, o que lhe convertia em líder virtual da prova), se foi em solitário e aumentou até os 20" a sua margem sobre o grupo no que iam o resto de favoritos. Chris Horner pôs-se a atirar de dito grupo em favor de seu colega Andreas Klöden, reduzindo a vantagem de Tondo à metade.
No falso plano e leve descida restante desde a cume de Usartza até meta situada no Santuário de Arrate o grupo seguiu acercando-se a Tondo. Nesse trecho saltaram Andy Schleck e Alexandr Vinokourov em procura da vitória de etapa; pouco depois faria o próprio Samuel Sánchez, quem depois de entrar em cabeça na sucessão final de curvas esquerda-direita cruzou a linha de meta em primeira posição, conseguindo a vitória em Arrate por segundo ano consecutivo.
Apesar de tratar da etapa rainha a jornada concluiu sem mudanças na classificação geral, após que todos os favoritos entrassem no mesmo grupo. Joaquim Rodríguez seguiu assim à frente da classificação geral, sendo a primeira vez nessa edição na que não tinha mudança de líder ao termo da jornada.

#### Classificações
|   | Ciclista             | Equipa            | Tempo      |
| - | -------------------- | ----------------- | ---------- |
| 1 | Samuel Sánchez       | Euskaltel-Euskadi | 4h 42' 34" |
| 2 | Andreas Klöden       | RadioShack        | m.t.       |
| 3 | Alexandre Vinokourov | Astana            | m.t.       |
| 4 | Joaquim Rodríguez    | Katusha           | m.t.       |
| 5 | Ryder Hesjedal       | Garmin-Cervélo    | m.t.       |

|   | Ciclista          | Equipa            | Tempo       |
| - | ----------------- | ----------------- | ----------- |
| 1 | Joaquim Rodríguez | Katusha           | 17h 12' 43" |
| 2 | Andreas Klöden    | RadioShack        | m.t.        |
| 3 | Samuel Sánchez    | Euskaltel-Euskadi | m.t.        |
| 4 | Chris Horner      | RadioShack        | + 1"        |
| 5 | Ryder Hesjedal    | Garmin-Cervélo    | + 6"        |

### Etapa 5 - 8 de abril de 2011:Eibar-Zalla, 179 km

#### Resumo
Antes do início desta penúltima etapa, última em linha, conheceu-se que Damiano Cunego não tomaria a saída.
Ao início da jornada sucederam-se as tentativas de fuga. Na subida a Urkiola conformou-se um grupo de escapados do que sairia finalmente um trío formado pelo líder da montanha Michael Albasini (quem já tinha estado fugido pouco antes, e que consolidaria assim a sua camisola da montanha na última etapa na que se repartiam pontos para dita classificação) e duas ciclistas do QuickStep, Dario Cataldo e Kevin Seeldrayers. Esses três homens chegaram a contar com uma vantagem em torno dos dois minutos, que foi minguando progressivamente à medida que os homens do Rabobank se puseram nos primeiros postos do pelotão em procura de um desvinculo ao sprint favorável para os interesses de seu velocista Óscar Freire. Depois de fraccionarse o grupo cabeceiro no trecho de Avellaneda, o pelotão atingiu ao último deles nas primeiras rampas do alto de Beci, última cota pontuável da rodada basca.
A ascensão a Beci esteve marcada pela formação de um novo trío cabeceiro formado por David López, Jelle Vanendert e Wouter Poels; o melhor situado na general era López, a escassos 6" do líder. Depois de coroar Beci, situado a 12 km de meta, chegaram a contar com 14" de vantagem sobre o pelotão; o RadioShack situou-se à frente e neutralizou a fuga. A 3 km de meta atacou Marco Pinotti, vencedor dois anos antes sobre o mesmo percurso, tomando-lhe posteriormente o relevo Steve Cummings; ambos tentativas foram abortadas por Robert Gesink, colega de equipa de Freire.
No último quilómetro tentaram surpreender ao grupo Gorka Verdugo e Aleksandr Kolobnev, ambos sem sucesso, ficando a vitória de etapa a expensas do sprint entre Óscar Freire e Francesco Gavazzi. Luis León Sánchez, último lanzador do Rabobank, apartou com a mão a Kolobnev na luta por levar a seu chefe de fileiras à cabeça do pelotão, e posteriormente fechou involuntariamente a Freire (que ia a sua roda) contra as com barreiras, obrigando a este a deixar de dar pedais por um instante; depois de dar-se conta disso, o murciano tratou de emendar seu erro lhe dando um empurrão, o impulsionando assim no sprint. Ainda que Freire cruzou a meta de Zalla em primeiro lugar, a vitória correspondeu a Gavazzi após que tanto Freire como Luis León Sánchez fossem desclassificados pelos juízes depois de analisar as imagens captadas pelo helicóptero e as câmaras de meta.
Freire qualificou como "uma vergonha" a decisão dos juízes. A classificação geral não experimentou mudanças e Joaquim Rodríguez continuou com a camisola amarela de líder, à espera da decisiva contrarrelógio final do dia seguinte.

#### Classificações
|   | Ciclista           | Equipa           | Tempo      |
| - | ------------------ | ---------------- | ---------- |
| 1 | Francesco Gavazzi  | Lampre-ISD       | 4h 27' 03" |
| 2 | Kristof Vandewalle | QuickStep        | m.t.       |
| 3 | John Gadret        | AG2R La Mondiale | m.t.       |
| 4 | Pim Lightart       | Vacansoleil-DCM  | m.t.       |
| 5 | Egoitz García      | Caja Rural       | m.t.       |

|   | Ciclista          | Equipa            | Tempo       |
| - | ----------------- | ----------------- | ----------- |
| 1 | Joaquim Rodríguez | Katusha           | 21h 39' 46" |
| 2 | Andreas Klöden    | RadioShack        | m.t.        |
| 3 | Samuel Sánchez    | Euskaltel-Euskadi | m.t.        |
| 4 | Chris Horner      | RadioShack        | + 1"        |
| 5 | Ryder Hesjedal    | Garmin-Cervélo    | + 6"        |

### Etapa 6 - 9 de abril de 2011:Zalla-Zalla(CRI), 24 km

#### Resumo
A última etapa consistia numa contrarrelógio de 24 km com idêntico percurso que nas edições de 2006 e 2009, bem como dos últimos quilómetros da jornada anterior. Com saída e chegada em Zalla, o traçado da crono incluía o trecho de Avellaneda e o porto de Beci (em cujo cume se situava o ponto intermediário de tomada de tempos), com uma segunda parte mais favorável pese ao passo por La Herrera. Com os principais favoritos ao triunfo final distânciados nuns poucos segundos na geral depois das cinco jornadas em linha, a etapa apresentava-se decisiva para decidir os postos de honra, incluído o vencedor e seus acompanhantes no pódio.
O tempo de referência marcou-o Tony Martin, quem completou a prova em 32'16", sendo o melhor dos especialistas contra o crono que já descartados da luta pela general aspiravam a conseguir a vitória de etapa. O alemão superou assim a outros numa situação parecida à sua como Marco Pinotti ou Michael Rogers. O seu tempo não seria superado por nenhum dos aspirantes à geral, com o que Martin se fez com a vitória de etapa.
Na luta pela geral, Andreas Klöden confirmou seu papel de favorito e fez-se com a camisola amarela de vencedor da rodada basca, além de levar-se também a camisola branca da regularidade. O alemão, segundo na etapa depois de ter marcado o primeiro tempo no ponto intermediário de Beci, conseguiu assim a sua segunda Volta ao País Basco, depois da conseguida em 2000. Acompanharam-lhe no pódio final, ambos a 47", seu colega de equipa Chris Horner (vencedor no ano anterior, e que com seu segundo posto conseguia o dobradinha para RadioShack) e Robert Gesink (com o mesmo tempo que Horner, terceiro pelo postómetro).
Finalmente o vencedor por equipas Movistar não pôde meter a nenhum de suas ciclistas no pódio da geral, apesar de que quatro dos seus corredores terminaram entre os dez primeiros, incluindo Beñat Intxausti e Xavier Tondo, quarto e quinto respectivamente. Samuel Sánchez desceu até sexto posto final, enquanto o até então líder Joaquim Rodríguez caiu até décima primeira posição.

#### Classificações
|   | Ciclista        | Equipa            | Tempo   |
| - | --------------- | ----------------- | ------- |
| 1 | Tony Martin     | HTC-Highroad      | 32' 16" |
| 2 | Andreas Klöden  | RadioShack        | + 9"    |
| 3 | Marco Pinotti   | HTC-Highroad      | + 24"   |
| 4 | Jakob Fuglsang  | Saxo Bank Sungard | + 29"   |
| 5 | Andrew Talansky | Garmin-Cervélo    | + 42"   |

|   | Ciclista        | Equipa     | Tempo       |
| - | --------------- | ---------- | ----------- |
| 1 | Andreas Klöden  | RadioShack | 22h 12' 11" |
| 2 | Chris Horner    | RadioShack | + 47"       |
| 3 | Robert Gesink   | Rabobank   | m.t.        |
| 4 | Beñat Intxausti | Movistar   | + 1' 03"    |
| 5 | Xavier Tondo    | Movistar   | m.t.        |

## Classificações finais

### Classificação geral
| Posição | Ciclista             | Equipa            | Tempo       |
| ------- | -------------------- | ----------------- | ----------- |
|         | Andreas Klöden       | RadioShack        | 22h 12' 11" |
| 2       | Chris Horner         | RadioShack        | + 47"       |
| 3       | Robert Gesink        | Rabobank          | m.t.        |
| 4       | Beñat Intxausti      | Movistar          | + 1' 03"    |
| 5       | Xavier Tondo         | Movistar          | m.t.        |
| 6       | Samuel Sánchez       | Euskaltel-Euskadi | + 1' 08"    |
| 7       | David López          | Movistar          | + 1' 28″    |
| 8       | Alexandre Vinokourov | Astana            | + 1' 41″    |
| 9       | Ryder Hesjedal       | Garmin-Cervélo    | + 1' 49″    |
| 10      | Vasil Kiryienka      | Movistar          | + 1' 54″    |

### Classificação da montanha
| Posição | Ciclista                | Equipa       | Pontos |
| ------- | ----------------------- | ------------ | ------ |
|         | Michael Albasini        | HTC-Highroad | 58     |
| 2       | Amaël Moinard           | BMC Racing   | 30     |
| 3       | Julián Sánchez Pimienta | Caja Rural   | 24     |
| 4       | Maxim Iglinskiy         | Astana       | 21     |
| 5       | Dario Cataldo           | QuickStep    | 19     |

### Classificação da regularidade
| Posição | Ciclista             | Equipa            | Pontos |
| ------- | -------------------- | ----------------- | ------ |
|         | Andreas Klöden       | RadioShack        | 78     |
| 2       | Samuel Sánchez       | Euskaltel-Euskadi | 59     |
| 3       | Chris Horner         | RadioShack        | 57     |
| 4       | Joaquim Rodríguez    | Katusha           | 56     |
| 5       | Alexandre Vinokourov | Astana            | 44     |

### Classificação das metas volantes
| Posição | Ciclista          | Equipa          | Pontos |
| ------- | ----------------- | --------------- | ------ |
|         | Bram Tankink      | Rabobank        | 13     |
| 2       | Maxim Belkov      | Vacansoleil-DCM | 9      |
| 3       | Amaël Moinard     | BMC Racing      | 9      |
| 4       | Michael Albasini  | HTC-Highroad    | 9      |
| 5       | Kevin Seeldrayers | QuickStep       | 8      |

### Classificação por equipas
| Posição | Equipa            | Tempo       |
| ------- | ----------------- | ----------- |
|         | Movistar          | 66h 39' 34" |
| 2       | RadioShack        | + 5' 24"    |
| 3       | Rabobank          | + 6' 18"    |
| 4       | Leopard-Trek      | + 6' 36"    |
| 5       | Euskaltel-Euskadi | + 8' 11"    |

## Evolução das classificações
| Etapa (Vencedor)                 | Classificação geral | Classificação da montanha | Classificação da regularidade | Classificação de as metas volantes | Classificação por equipas |
| -------------------------------- | ------------------- | ------------------------- | ----------------------------- | ---------------------------------- | ------------------------- |
| 1.ª etapa (Joaquim Rodríguez)    | Joaquim Rodríguez   | Mathieu Perget            | Joaquim Rodríguez             | Bram Tankink                       | Movistar                  |
| 2.ª etapa (Vasil Kiryienka)      | Andreas Klöden      | Maxim Iglinskiy           | Andreas Klöden                | Bram Tankink                       | Movistar                  |
| 3.ª etapa (Alexandre Vinokourov) | Joaquim Rodríguez   | Amaël Moinard             | Joaquim Rodríguez             | Bram Tankink                       | Movistar                  |
| 4.ª etapa (Samuel Sánchez)       | Joaquim Rodríguez   | Michael Albasini          | Andreas Klöden                | Bram Tankink                       | Movistar                  |
| 5.ª etapa (Francesco Gavazzi)    | Joaquim Rodríguez   | Michael Albasini          | Andreas Klöden                | Bram Tankink                       | Movistar                  |
| 6.ª etapa (CRI) (Tony Martin)    | Andreas Klöden      | Michael Albasini          | Andreas Klöden                | Bram Tankink                       | Movistar                  |
| Final                            | Andreas Klöden      | Michael Albasini          | Andreas Klöden                | Bram Tankink                       | Movistar                  |

## Cobertura televisiva
A retransmissão televisiva da corrida correu a cargo de ETB, a televisão pública basca que emitiu todas as etapas ao vivo através de ETB 1 e ETB Sat. Além das motos e as câmaras fixas de meta, em todas as etapas excepto na 1.ª se contou também com um helicóptero para obter imagens aéreas. O narrador das retransmissões foi Fermin Aramendi, máximo responsável pelo ciclismo em dita estação, secundado nos comentários pelo exciclista e presentador de noticiários Xabier Usabiaga. O jornalista Alfonso Arroio seguia in situ a corrida desde uma moto, entrevistando aos diretores desportivos que iam nos carros e dando referências de tempos e dorsais, além de entrevistar aos ciclistas mais destacados ao termo da cada etapa.
O sinal televisivo da corrida foi facilitada assim mesmo a outras estações:
- Teledesporto (canal desportivo de TVE) (em diferido)
- Eurosport (Europa)
- Universal Sports TV (América do Norte)
- RAI Sport 2 (Itália)
- Sport+ (França e satélites em Europa)
- Forta (televisões autonómicas de Espanha)